# Jan II. van Wassenaer
Jan II. van Wassenaer, avstrijski general, * 1483, † 1523.